# چارلز وینینجر
چارلز وینینجر (انگلیسی: Charles Winninger؛ ۲۶ مهٔ ۱۸۸۴ – ۲۷ ژانویهٔ ۱۹۶۹) هنرپیشه اهل کشور ایالات متحده آمریکا بود. وی بین سال‌های ۱۹۱۵ تا ۱۹۶۰ میلادی فعالیت می‌کرد.

## فیلم‌شناسی
- دستری دوباره می‌راند
- بی‌تجربه‌ها
- گناه مادلن کلوده
- سه دختر زرنگ
- پرستار شب
- ارابه‌های جنگی
- قایق نمایش (۱۹۳۶)

## مرگ
وینینگر در سال 1969 درگذشت و در Forest Lawn Memorial Park-Hollywood Hills در لس آنجلس به خاک سپرده شد . 